# Hard Force
Vous pouvez aider à l'améliorer ou bien discuter des problèmes sur sa page de discussion.
- Il ne cite pas suffisamment ses sources. Vous pouvez indiquer les passages à sourcer avec {{référence nécessaire}} ou {{Référence souhaitée}}, et inclure les références utiles en les liant aux notes de bas de page. (Marqué depuis décembre 2020)
- Son ton est trop promotionnel ou publicitaire, voire hagiographique. Le texte doit adopter un ton neutre et encyclopédique. (Marqué depuis décembre 2020)

- Archive Wikiwix
- Bing
- Cairn
- DuckDuckGo
- E. Universalis
- Gallica
- Google
- G. Books
- G. News
- G. Scholar
- Persée
- Qwant
- (zh) Baidu
- (ru) Yandex
- (wd) trouver des œuvres sur Wikidata

 (décembre 2020).
- Si vous ne connaissez pas le sujet, laissez ce bandeau (vous pouvez alors contacter les auteurs).
- Si vous supprimez le contenu mis en cause (vous pouvez préalablement contacter les auteurs),

argumentez précisément cette suppression dans la page de discussion
(un manque de référence n'est pas un argument ; une recherche réelle de référence doit avoir été effectuée, être formellement documentée).
Hard Force est à l'origine un magazine musical français spécialisé dans le hard rock et le heavy metal, édité entre 1985 et 2000, devenu à partir de 2008 le site multimédia metal de référence en France.

## Le fanzine (1985-1986)
Initialement fondé par l'Hard Force Association comme fanzine (dont les membres sont alors Serge Lamet, Christian Lamet, Jean de Larquier, Philippe Marek, Daniel Baud), son premier numéro sort en octobre 1985, diffusé à 1 500 exemplaires grâce à un réseau de vente amical et de dépôts chez des disquaires. Il est édité sur papier glacé chez un imprimeur et se démarque des standards habituels des publications amateur.
Hard Force couvre l'actualité française, mais aussi des événements internationaux, comme les festivals (Monsters of Rock à Castle Donington, à Mannheim), propose des entretiens avec des artistes français (dernière interview exclusive de Trust (groupe) avant sa séparation) et étrangers (la première interview réalisée se tient en juin 1985 à Paris avec le guitariste Yngwie Malmsteen puis ce sera avec Ronnie James Dio, AC/DC, Mötley Crüe, Black Sabbath, Twisted Sister, Anthrax (groupe),Ratt, Bon Jovi, Metallica entre autres].
En moins d'un an, les exigences qualitatives dans le fond et la forme de certains de ses créateurs poussent le fanzine à une formule professionnelle magazine dans les kiosques.

## Le magazine (1987-2000)
Il se positionne très vite comme un outsider de Hard Rock Magazine, lancé un an plus tôt, tout en profitant de la disparition de Enfer Magazine et Metal Attack, revues pionnières dans ce domaine.
Plusieurs périodes vont ponctuer l'histoire du magazine : de 1987 à 1991, Hard Force est tout d'abord mensuel, puis passe bimestriel avec une pagination augmentée. C'est dans les colonnes de Hard Force que l'on peut lire les premiers articles et interviews français sur Guns N' Roses, Joe Satriani, la scène naissante Grunge période Sub Pop, Bad Religion, Alice in Chains, Living Colour, King's X, Biohazard (groupe), Corrosion of Conformity ou encore The Black Crowes, Anathema, Clutch (groupe) et Tool.
Entre 1989 et 1991, la notoriété de la revue tient aussi à la qualité de ses dossiers sur les excès, les reprises, l'industrie des disques pirates, les symboles et l'imagerie, les plus grands disques live, l'intégralité des concerts de hard rock et de heavy metal en France de 1979 à 1989, etc.
À partir de 1990, le magazine étoffe son offre en kiosques en créant un club, le Hard Force Club, doté d'une vente par correspondance de disques pour ses membres qui reçoivent régulièrement des catalogues agrémentés également d'interviews inédites.
De 1992 à 1994, Hard Force redevient mensuel. Son édition s'embellit en termes de maquette, de pagination mettant en valeur la photographie, le magazine travaillant désormais avec les plus grands photographes de la profession (Ross Halfin, Neil Zlozower, Robert John, Mark Leialoha...) et les articles, proposés par des journalistes internationaux collaborant notamment au prestigieux Kerrang!.
À partir de 1995, la publication change d'éditeur et va connaître une période exceptionnelle sur le plan éditorial avec de véritables exclusivités (interviews de Metallica, Pantera, Slayer...), mais aussi de dossiers comme celui sur l'album photo de famille et d'enfance de Sepultura.
Pendant 15 ans, Hard Force sera reconnu en France comme le magazine référentiel en termes d'originalité, d'interviews, de dossiers et précurseur dans la plupart de ses initiatives (création de samplers et CD Rom multimédia, premières rubriques Internet de la presse musicale française, discographies et biographies exhaustives). Le magazine pourra suivre notamment le groupe Sepultura avec une équipe de tournage en novembre 1996 et le documentaire d'interview et de live qui en découle, Tribal Devastation, sera offert en cassette vidéo à tous ses abonnés.
L'équipe documentera souvent ses CD-Rom encartés de mini-reportages vidéo tournés en France et à l'étranger avec Iron Maiden, Machine Head (groupe), Slayer, Pantera, Cradle of Filth, Angra (groupe), Deftones, Coal Chamber…
De 1998 à 2000, Hard Force sortira plusieurs éditions de Hard Force Live supplément gratuit d'interviews et articles distribué aux concerts. Certains de ces numéros seront même placés sur chaque siège des salles en cadeau aux spectateurs.
En 2000, Hard Force cesse sa publication en kiosques. Un numéro unique de la publication gratuite intitulée HardForce.com paraîtra en juillet 2000, distribuée au concert de Iron Maiden au Palais omnisports de Paris-Bercy. Elle est censée accompagner le lancement d'un site Internet, mais le peu d'engouement des labels et le manque de public pour un tel média à cette époque portent un coup d'arrêt au projet.

## Le retour digital et multimédia (2008)
Le 30 octobre 2008, Hard Force lance un réseau social The Metal Network, dix ans après son premier projet avorté de site Internet.
En 2010, pour coïncider avec le 25e anniversaire de son premier numéro, Hard Force inaugure une plateforme web collaborative (interviews, photos, archives, documents sonores et vidéo),. Plusieurs journalistes ayant participé à la rédaction du magazine de 1985 à 2000 la rejoignent et de nouveaux collaborateurs, photographes et blogueurs, font leur apparition.
En trois ans, Hard Force - le site - s'impose. Réactivité éditoriale, information au quotidien, le média renoue avec l'esprit d'origine. Il redevient alors partenaire privilégié de la plupart des événements live en France, concerts, tournées et festivals.
En décembre 2012, Christian Lamet lance l'émission hebdomadaire de télévision, MetalXS sur la chaîne L'Enôrme TV, consacrée exclusivement au metal. Hard Force en est le partenaire. Cette émission durera près de 3 ans, avec 111 épisodes diffusés et près de 350 interviews réalisées, dont des moments forts comme la couverture jour par jour des Hellfest 2013 et 2014 et du Sonisphere Festival 2013.
Avec la disparition de tous les magazines créés dans les années 1980 et 90, Hard Force devient le plus ancien média metal d'envergure nationale encore en activité par son équipe fondatrice. Sa période presse écrite sert de base documentaire pour des ouvrages spécialisés,,,,,, ou est régulièrement cité dans la presse généraliste,. Un nouveau site est proposé aux internautes en 2019. Il incorpore la possibilité d'écouter la web radio Heavy1 et de découvrir des contenus exclusifs sur souscription (Premium Access All Areas).
En juillet 2020, l'équipe de Hard Force annonce la sortie durant l'été d'un numéro collector 35e anniversaire, marquant également la première parution physique du magazine en 20 ans. Le groupe Gojira est en couverture et lui accorde une interview exclusive mondiale.
En octobre 2021, le deuxième numéro de Hard Force dans sa version collector paraît avec Iron Maiden en couverture, installant désormais sa formule comme publication annuelle.